# Andrea Borsa
Andrea Borsa (Roma, 21 gennaio 1972) è un ex calciatore italiano, di ruolo difensore.

## Carriera
Cresce nelle giovanili giallorosse .Conta una presenza con la Roma nel campionato di Serie A 1994-1995.
Allenatore e Dirigente
Dal 2010 al 2013 è allenatore della Vivace Grottaferrata, nel 2014 è responsabile della Juventus academy Roma, dal luglio 2014 è nuovamente alla Vivace Grottaferrata, dal 2016 al 2019 è direttore tecnico e allenatore della Asd Furlani Grottaferrata, nel 2020 è responsabile delle giovanili della DF academy Marino e dal 2020 al 2022 è alla Lupa Frascati . Dal 2023 è alla Fc Frascati e dal 2024 è responsabile della scuola calcio della Lupa Frascati. Dal settembre 2024 al febbraio 2025 allena la Lupa Frascati in Promozione ed in seguito diventa allenatore della formazione U15.Dal maggio 2025 assume la carica di D.G. alla Lupa Frascati.

## Palmarès

### Club

#### Competizioni nazionali
- Campionato Primavera: 1

Roma: 1989-1990
- Torneo di Viareggio: 1

Roma: 1991
- Serie D: 1

Sambenedettese: 2000-2001